# Platygaster verrucosa
Platygaster verrucosa är en stekelart som beskrevs av Jean-Jacques Kieffer 1916. Platygaster verrucosa ingår i släktet Platygaster och familjen gallmyggesteklar. Inga underarter finns listade i Catalogue of Life.